# Dajaci
Dajaci (Dayak, također se piše Dyak, nizozemski Dajak), nemuslimanski autohtoni narodi otoka Borneo, od kojih je većina tradicionalno živjela uz obale većih rijeka. Svi njihovi jezici pripadaju indonezijskoj grani austronezijske (malajsko-polinezijske) jezične porodice. Dayak je generički pojam koji nema precizno etničko ili plemensko značenje. Osobito u indonezijskom Borneu (Kalimantan), primjenjuje se na sve (nemuslimanske) autohtone narode u unutrašnjosti otoka (za razliku od većinom malajskog stanovništva obalnih područja). U malezijskom Borneu (Sarawak i Sabah), koristi se nešto manje opsežno i često se lokalno shvaća da se posebno odnosi na narode Iban (ranije zvani Sea Dayak) i Bidayuh (ranije zvani Land Dayak). Na prijelazu u 21. stoljeće populacija Dayaka na Borneu mogla se grubo procijeniti na 2,2 milijuna.
Iako je linije razgraničenja često teško uspostaviti, najistaknutije od brojnih Dayak podskupina su Kayan (na Kalimantanu se obično nazivaju Bahau) i Kenyah, prvenstveno iz jugoistočnog Sarawaka i istočnog Kalimantana; Ngaju središnjeg i južnog Kalimantana; Bidayuh iz jugozapadnog Sarawaka i zapadnog Kalimantana; i Iban iz Sarawaka.
U prošlosti su visokorazvijene i složene vjerske prakse naroda Dayak uključivale brojne lokalne duhove i omen životinje. Međuplemenski ratovi bili su uobičajeni, s lovom na glave kao glavnom značajkom. Od sredine 20. stoljeća, međutim, Dayak narodi su postojano usvajali anglikanizam, rimokatolicizam i protestantizam; do početka 21. stoljeća velika većina stanovništva bili su kršćani.
Povijesno gledano, ovi riječni narodi živjeli su uglavnom u zajednicama dugih kuća, rijetko s više od nekoliko stotina članova, a pratili su svoje porijeklo i po muškoj i po ženskoj liniji. Obitelj je bila osnovna jedinica, a djeca su ostajala s roditeljima do vjenčanja. Unatoč nedostatku jedinstva među skupinama blisko povezanim jezikom, običajima i brakom, dječak je često tražio svoju nevjestu izvan vlastitog sela i odlazio živjeti u njezinu zajednicu. U suvremenom društvu, međutim, mnogi mladi Dajački muškarci i žene napuštaju dom prije nego što se vjenčaju, često kako bi studirali ili radili u urbanim sredinama; mnogi se također zapošljavaju u ruralnim područjima, obično u drvnim kampovima ili na plantažama palminog ulja.
Među Ibanima i Bidayuhima nikada nije bilo formalnih klasnih razlika. Kayan i Kenyah, nasuprot tome, tradicionalno su prepoznavali tri glavna sloja društva - gornji sloj koji se sastojao od obitelji i bliske rodbine seoskih poglavara, srednji koji se sastojao od običnih seljana, a donji koji se sastojao od ratnih zarobljenika i drugih osoba koje su gledale prema dolje iz raznih razloga. Iako ih mnogi stariji seljani i danas prepoznaju, klasne su razlike izgubile velik dio svog značenja za mlađu generaciju.
Većina seoskih gospodarstava Dayaka temelji se na promjenjivom uzgoju brdske riže za preživljavanje (za razliku od prodaje). Ribolov i lov su dopunske djelatnosti. Tradicionalni željezni alati, poput mačeta i koplja, i dalje su važni, iako su puhaljke najznačajniji kulturni artefakti u 21. stoljeću.